# Jacek Krzynówek
Jacek Kamil Krzynówek (pronunție în poloneză [ˈjat͡sɛk kʂɨˈnuvɛk]; n. 15 mai 1976) este un fost fotbalist polonez. Unul dintre cele mai importante momente ale carierei sale a fost șutul torpilă care a dus la marcarea unui gol în grupele Ligii Campionilor 2004-2005, în meciul cu Real Madrid.

## Începutul carierei
Jacek și-a început cariera de fotbalist la LZS Chrzanowice. Apoi, în 1994, a fost transferat de RKS Radomsko. În Radomsko a jucat două sezoane, urmând să ajungă la Raków Częstochowa, echipă la care a debutat în Ekstraklasa la 28 iulie 1996. După un sezon cu Rakow a ajuns la clubul GKS Bełchatów din a doua ligă poloneză. În sezonul 1997-98 a promovat în Ekstraklasa, retrogradând sezonul viitor. Evoluțiile sale au atras interesul clubului 1. FC Nürnberg, precum și pe cel al antrenorului de atunci de la echipa națională a Poloniei, Janusz Wojcik.

## Bundesliga
Și-a făcut debutul în echipa națională a Poloniei pe 10 noiembrie 1998 împotriva Slovaciei, într-un meci câștigat de Polonia cu scorul de 3-1. În 1999, s-a transferat la 1. FC Nürnberg în 2. Bundesliga, fiind reconvocat la echipa națională la începutul anilor 2000, după ce Jerzy Engel a devenit antrenor. În foarte scurt timp, el a devenit unul dintre cei mai importanți jucători în echipă calificată la Campionatul Mondial de Fotbal 2002, unde a jucat în toate cele trei meciuri.
A ratat mare parte din sezonul 2002-03 din cauza unei accidentări. Jocul său bun de la Nurnberg i-a adus transferul la un alt club din Bundesliga, Bayer Leverkusen. În sezonul 2004-05, el a fost unul dintre cei mai buni jucători și pentru club, alături de trioul Krzynowek, Andriy Voronin, și Dimitar Berbatov atrăgând atenția multor cluburi Europene de top. Bayer Leverkusen, de asemenea, a jucat foarte bine în Liga Campionilor, unde a eliminat-o cluburi ca Real Madrid și A. S. Roma. Krzynowek a marcat trei goluri, dintre care unul a fost marcat într-un meci Real Madrid, care a fost numit unul dintre cele mai frumoase goluri ale sezonului.
Pe 15 august 2011, Krzynówek și-a anunțat oficial retragerea din activitate.